# Alcaldes en Puerto Rico
Los alcaldes de Puerto Rico abarcan los distintos alcaldes de los municipios de Puerto Rico; cada alcalde que es el oficial de mayor poder de su municipio correspondiente. Varias leyes existieron que crearon el puesto de alcalde en cada municipio pero estas fueron derogadas a favor de una ancha y abarcadora ley conocida como el Acto de Municipios Autónomo de 1991.
Los alcaldes no constituyen un cuerpo, y no son requeridos por ley para hacerlo, pero voluntariamente han formado dos organizaciones:
- La Asociación de Alcaldes de Puerto Rico, que representa a los alcaldes del Partido Democrático Popular y fue fundada por Felisa Rincón de Gautier en el 1949.[2][3][4]
- La Federación de Alcaldes de Puerto Rico, que representa a los alcaldes del Partido Progresivo Nuevo y fue fundada por Carlos Romero Barceló en el 1968.[5]

Cada alcalde es también el comandante-en-jefe de su respectiva policía municipal.

## Historial
Históricamente los alcaldes solían ser figuras políticas menores en el paisaje de Puerto Rico porque la rama ejecutiva del gobierno de Puerto Rico ejercía una autoridad mayor sobre los municipios. Aun así, en años recientes, la rama ejecutiva ha adoptado una forma descentralizada de gobierno y ha comenzado a centrar en política a nivel estatal más que en local o regional. Estas políticas han concedido un grado alto de autonomía a sus municipios y sus alcaldes, y ha permitido que ciertos municipios altamente poblados con economías locales robustas —como Caguas y San Juan— prosperen y ejerciten un grado alto de autonomía, mientras dejando otros con población pequeñas y leves —como Florida y Moca— con retos para vencer. No obstante, estas pólizas han permitido que los alcaldes se vuelvan altamente influyentes en la economía de Puerto Rico a nivel local, regional, y estatal, así como en su política y sociedad. Un ejemplo de esto sería el Willie Tax cuál estuvo implementado independientemente en Caguas por su alcalde anterior, William Miranda Marín. El impuesto fue posteriormente adoptado por otros municipios y finalmente evolucionados al nivel estatal para ser conocido como las Ventas de Puerto Rico e Impuesto de Uso (IVU).
Hoy día, los alcaldes han devenido auxiliares políticamente fuertes y anclas para otros políticos que buscan soporte de los ciudadanos que viven en sus municipios. Ha también devenir cada vez más común de implicar y hablar asuntos políticos con los alcaldes, sus asambleas, y las organizaciones al cual pertenecen, antes de implementar políticas públicas, y aprobando o vetando facturas. Ambos los alcaldes y el gobierno central de Puerto Rico, incluyendo el Gobernador y la Asamblea Legislativa, han sido capaz de trabajar en unísono y simbióticamente por el bien de Puerto Rico y sus municipios.

## Deberes y poderes
Los alcaldes en Puerto Rico tienen los siguientes deberes:
- Organizar, dirigir, y supervisar todas las actividades administrativas del municipio.
- Preparar el presupuesto general del municipio
- Administrar el presupuesto y las transferencias de crédito.
- Contratar servicios profesionales, técnicos, y consultantes considerados necesarios, convenientes, o útiles.
- Supervisar, administrar, y autorizar el desembolso de fondos recibidos por el municipio.

## Requisitos
La ley declara los requisitos siguientes para ser un alcalde en Puerto Rico. El candidato debe:
- Tener al menos 21 años.
- Saber cómo leer y escribir.
- Ser un ciudadano de los Estados Unidos y Puerto Rico.
- Haber vivido en el municipio correspondiente por al menos un año antes de la elección, y ser un votante certificado en el mismo.
- No ser condenado por un delito grave o falta que implica privación moral.
- No ser indigente de ocupación para conducta impropia.
- No ser declarado mentalmente desajustado por un tribunal de ley.

## Extirpación de la oficina
Según una enmienda firmado en el 2006, un alcalde en Puerto Rico puede ser sacado de oficina por las siguientes razones:
- Siendo condenado de un delito grave.
- Siendo condenado de un falla cuál implica privación moral.
- Incurrido en una conducta inmoral.
- Incurrido en actos ilegales que implican abandonar detrimental a la función pública, inexcusable e injustificada negligencia o conducta que obstaculizan los intereses públicos mejores. Tal conducta tiene que haber afectado los intereses de la población y los derechos de sus habitantes, tiene que ser relacionado con la administración de la posición de alcalde, y el debe ser sustancial en su naturaleza.

Para determinar el último, cualquier persona puede presentar cargos contra un alcalde delante de un comité, el cual entonces les evaluará y entregar un veredicto.

## Elección
Al igual que muchas posiciones políticas en Puerto Rico, los alcaldes son elegidos cada cuatro años en una elección general. Los votantes registrados como residentes de un municipio votan para sus alcaldes respectivos. Hasta el momento, no hay ningún límite en plazos para alcaldes.

## Alcaldes 2025-2029
Hay actualmente 41 alcaldes afiliados con el Partido Democrático Popular (PPD), mientras el restante 37 son afiliados con el Partido Progresivo Nuevo (PNP). El alcalde con una mayor tenencia en la isla es el alcalde de Dorado, Carlos López Rivera. López ha servido como alcalde desde que fue elegido en 1987. El récord de alcalde que ha servido por la mayor tiempo lo tiene Juan Aubín Cruz Manzano, del Municipio de Manatí, que sirvió por cuarenta años (1977-2017). El final de los plazos actuales concluyen en enero de 2029, siguiendo de las elecciones generales de 2028.
| Lista de Alcaldes | Lista de Alcaldes                  | Lista de Alcaldes                              | Lista de Alcaldes    | Lista de Alcaldes |
| Municipios        | Alcaldes Actuales                  | Partidos                                       | Tomaron Posesión     |                   |
| ----------------- | ---------------------------------- | ---------------------------------------------- | -------------------- | ----------------- |
| Adjuntas          | José Hiram Soto Rivera             | Partido Popular Democrático (PPD)              | 2021                 |                   |
| Aguada            | Christian Córtes                   | Partido Popular Democrático (PPD)              | 2021                 |                   |
| Aguadilla         | Julio Roldán Concepción            | Partido Popular Democrático (PPD)              | 2021                 |                   |
| Aguas Buenas      | Karina Nieves Serrano              | Partido Nuevo Progresista de Puerto Rico (PNP) | 2022                 |                   |
| Aibonito          | William Alicea Pérez               | Partido Nuevo Progresista de Puerto Rico (PNP) | 2009                 |                   |
| Añasco            | Kabir Solares                      | Partido Nuevo Progresista de Puerto Rico (PNP) | 2021                 |                   |
| Arecibo           | Carlos (Tito) Ramírez Irrizary     | Partido Popular Democrático (PPD)              | 14 de enero de 2021  |                   |
| Arroyo            | Eric Bachier Román                 | Partido Popular Democrático (PPD)              | 14 de enero de 2013  |                   |
| Barceloneta       | Wanda (Tata) Soler Rosario         | Partido Popular Democrático (PPD)              | 10 de marzo de 2012  |                   |
| Barranquitas      | Elliot Colón Blanco                | Partido Nuevo Progresista de Puerto Rico (PNP) | 2019                 |                   |
| Bayamón           | Ramón Luis Rivera Cruz             | Partido Nuevo Progresista de Puerto Rico (PNP) | 2001                 |                   |
| Cabo Rojo         | Jorge (Jorgito) Morales Wiscovitch | Partido Nuevo Progresista de Puerto Rico (PNP) | 2021                 |                   |
| Caguas            | William Miranda Torres             | Partido Popular Democrático (PPD)]             | 16 de agosto de 2010 |                   |
| Camuy             | Gabriel (Gaby) Hernández           | Partido Nuevo Progresista de Puerto Rico (PNP) | 13 de marzo de 2020  |                   |
| Canóvanas         | Lornna Soto Villanueva             | Partido Nuevo Progresista de Puerto Rico (PNP) | 2014                 |                   |
| Carolina          | José Carlo Aponte Dalmau           | Partido Popular Democrático (PPD)              | 10 de mayo de 2007   |                   |
| Cataño            | Julio Alicea Vasallo               | Partido Nuevo Progresista de Puerto Rico (PNP) | diciembre 2021       |                   |
| Cayey             | Rolando Ortíz Velázquez            | Partido Popular Democrático (PPD)              | 1997                 |                   |
| Ceiba             | Samuel Rivera Baez                 | Partido Nuevo Progresista de Puerto Rico (PNP) | 2021                 |                   |
| Ciales            | Jesús Resto                        | Partido Popular Democrático (PPD)              | 2025                 |                   |
| Cidra             | Angel D. Concepción González       | Partido Popular Democrático (PPD)              | 2021                 |                   |
| Coamo             | Juan Carlos García Padilla         | Partido Popular Democrático (PPD)              | 2001                 |                   |
| Comerío           | Irvin Rivera                       | Partido Popular Democrático (PPD)              | 2025                 |                   |
| Corozal           | Luis A. García Rolón               | Partido Nuevo Progresista de Puerto Rico (PNP) | 2021                 |                   |
| Culebra           | Edilberto Ramos Llovet             | Partido Nuevo Progresista de Puerto Rico (PNP) | 2021                 |                   |
| Dorado            | Carlos López Rivera                | Partido Popular Democrático (PPD)              | 1987                 |                   |
| Fajardo           | José Aníbal Meléndez Méndez        | Partido Nuevo Progresista de Puerto Rico (PNP) | 2020                 |                   |
| Florida           | José Gerena Polanco                | Partido Nuevo Progresista de Puerto Rico (PNP) | 2013                 |                   |
| Guánica           | Ismael (Titi) Rodríguez Ramos      | Partido Popular Democrático (PPD)              | 2021                 |                   |
| Guayama           | O'brain Vázquez Molina             | Partido Popular Democrático (PPD)              | 2022                 |                   |
| Guayanilla        | Raul Rivera Rodríguez              | Partido Nuevo Progresista de Puerto Rico (PNP) | 2021                 |                   |
| Guaynabo          | Edward O'Neill Rosa                | Partido Nuevo Progresista de Puerto Rico (PNP) | 2022                 |                   |
| Gurabo            | Rosachely Rivera Santana           | Partido Nuevo Progresista de Puerto Rico (PNP) | 2017                 |                   |
| Hatillo           | Carlos Román Román                 | Partido Popular Democrático (PPD)              | 2022                 |                   |
| Hormigueros       | Pedro García Figueroa              | Partido Popular Democrático (PPD)              | 2005                 |                   |
| Humacao           | Rosamar Trujillo Plumey            | Partido Popular Democrático (PPD)              | 2025                 |                   |
| Isabela           | Miguel (Ricky) Méndez Pérez        | Partido Popular Democrático (PPD)              | 2021                 |                   |
| Jayuya            | Jorge González Otero               | Partido Popular Democrático (PPD)              | 1997                 |                   |
| Juana Díaz        | Ramón Hernández Torres             | Partido Popular Democrático (PPD)              | 2001                 |                   |
| Juncos            | Alfredo Alejandro Carrión          | Partido Popular Democrático (PPD)              | 2001                 |                   |
| Lajas             | Jayson Martínez Maldonado          | Partido Nuevo Progresista de Puerto Rico (PNP) | 2021                 |                   |
| Lares             | Fabián Arroyo Rodríguez            | Partido Popular Democrático (PPD)              | 2021                 |                   |
| Las Marías        | Edwin Soto Santiago                | Partido Nuevo Progresista de Puerto Rico (PNP) | 2017                 |                   |
| Las Piedras       | Miguel López Rivera                | Partido Nuevo Progresista de Puerto Rico (PNP) | 2009                 |                   |
| Loíza             | Julia M. Nazario                   | Partido Popular Democrático (PPD)              | 2 de enero de 2017   |                   |
| Luquillo          | Jesús Márquez Rodríguez            | Partido Popular Democrático (PPD)              | 2013                 |                   |
| Manatí            | José Sánchez González              | Partido Nuevo Progresista de Puerto Rico (PNP) | 2 de enero de 2017   |                   |
| Maricao           | Wilfredo (Juny) Ruíz               | Partido Popular Democrático (PPD)              | 2021                 |                   |
| Maunabo           | Angel Omar Lafuente Amaro          | Partido Nuevo Progresista de Puerto Rico (PNP) | 2021                 |                   |
| Mayagüez          | Jorge Luis Ramos Ruíz              | Partido Popular Democrático (PPD)              | 2024                 |                   |
| Moca              | Efraín (Franco) Barreto            | Partido Popular Democrático (PPD)              | 2025                 |                   |
| Morovis           | Carmen Maldonado González          | Partido Popular Democrático (PPD)              | 2017                 |                   |
| Naguabo           | Miraidaliz Rosario Pagán           | Partido Popular Democrático (PPD)              | 2021                 |                   |
| Naranjito         | Orlando Ortíz Chevres              | Partido Nuevo Progresista de Puerto Rico (PNP) | 2009                 |                   |
| Orocovis          | Jesús E. Colón Berlingeri          | Partido Nuevo Progresista de Puerto Rico (PNP) | 1998                 |                   |
| Patillas          | Maritza Sánchez Neris              | Partido Nuevo Progresista de Puerto Rico (PNP) | 2021                 |                   |
| Peñuelas          | Josean González Febres             | Partido Nuevo Progresista de Puerto Rico (PNP) | 2025                 |                   |
| Ponce             | Marlese Ann Sifre Rodríguez        | Partido Popular Democrático (PPD)              | 2024                 |                   |
| Quebradillas      | Heriberto Vélez Vélez              | Partido Popular Democrático (PPD)              | 2005                 |                   |
| Rincón            | Carlos D. López Bonilla            | Partido Popular Democrático (PPD)              | 2001                 |                   |
| Río Grande        | Ángel (Bori) González              | Partido Popular Democrático (PPD)              | 2014                 |                   |
| Sabana Grande     | Marcos (Marquitos) Valentín Flores | Partido Popular Democrático (PPD)              | 11 de enero de 2021  |                   |
| Salinas           | Karilyn Bonilla Colón              | Partido Popular Democrático (PPD)              | 14 de enero de 2013  |                   |
| San Germán        | Virgilio Olivera Olivera           | Partido Nuevo Progresista de Puerto Rico (PNP) | 10 de enero de 2021  |                   |
| San Juan          | Miguel Romero Lugo                 | Partido Nuevo Progresista de Puerto Rico (PNP) | 11 de enero de 2021  |                   |
| San Lorenzo       | Jaime Alverio Ramos                | Partido Nuevo Progresista de Puerto Rico (PNP) | 2021                 |                   |
| San Sebastián     | Eladio (Layito) Cardona Quiles     | Partido Popular Democrático (PPD)              | 13 de enero de 2025  |                   |
| Santa Isabel      | Meldwin Rivera Rodríguez           | Partido Nuevo Progresista de Puerto Rico (PNP) | 2025                 |                   |
| Toa Alta          | Clemente (Chito) Agosto            | Partido Popular Democrático (PPD)              | 14 de enero de 2013  |                   |
| Toa Baja          | Bernardo (Betito) Márquez García   | Partido Nuevo Progresista de Puerto Rico (PNP) | 2 de enero de 2017   |                   |
| Trujillo Alto     | Pedro (Pedrito) Rodríguez González | Partido Popular Democrático (PPD)              | 2022                 |                   |
| Utuado            | Jorge (Jorgito) Pérez Heredia      | Partido Nuevo Progresista de Puerto Rico (PNP) | 2021                 |                   |
| Vega Alta         | Maria M. Vega Pagán                | Partido Nuevo Progresista de Puerto Rico (PNP) | 2021                 |                   |
| Vega Baja         | Marcos Cruz Molina                 | Partido Popular Democrático (PPD)              | 14 de enero de 2013  |                   |
| Vieques           | José (Junito) Corcino Acevedo      | Partido Nuevo Progresista de Puerto Rico (PNP) | 2021                 |                   |
| Villalba          | Daniel (Dan) Santiago Vélez        | Partido Nuevo Progresista de Puerto Rico (PNP) | 2025                 |                   |
| Yabucoa           | Rafael (Rafy) Surillo              | Partido Popular Democrático (PPD)              | 14 de enero de 2013  |                   |
| Yauco             | Ángel Luis Torres Ortiz            | Partido Nuevo Progresista de Puerto Rico (PNP) | 2 de enero de 2017   |                   |